# Schwabmünchen
Schwabmünchen est une ville allemande, située en Bavière, dans l'arrondissement d'Augsbourg et le district de Souabe.

## Géographie

Situation de Schwabmünchen (en rouge) dans l'arrondissement d'Augsbourg

Schwabmünchen est située dans le Lechfeld sur la rivière Singold, entre la Wertach et la Lech, à la limite avec l'arrondissement d'Unterallgäu, à 24 km au sud d'Augsbourg.
La ville est composée de 18 quartiers, villages et hameaux.
Communes limitrophes (en commençant par le nord et dans le sens des aiguilles d'une montre) : Großaitingen, Graben, Untermeitingen, Langerringen, Hiltenfingen, Markt Wald et Scherstetten.

## Histoire
| Appartenances historiques Principauté épiscopale d'Augsbourg 954–1803 Électorat de Bavière 1803–1806 Royaume de Bavière 1806–1918 République de Weimar 1918–1933 Reich allemand 1933–1945 Allemagne occupée 1945–1949 Allemagne 1949–présent |

Armoiries de l'arrondissement disparu de Schwabmünchen

Les fouilles entreprises sur le territoire de Schwabmünchen ont montré des traces d'occupation celte, romaine et alamane.
Cependant, les différents villages qui constituent aujourd'hui la ville de Schwabmünchen apparurent au Xe siècle pour Schwabmünchen (en 954 sous le nom de Castellum Mantahinga dans la vie de Saint Ulrich) et pour Birkach (en 969 sous le nom de Pizichach). Le village de Schwabegg est cité en 1110, celui de Mittelstetten en 1316 comme possession augsbourgeoise et Klimmach en 1482 en tant que lieu de pèlerinage.
En 1562, l'empereur Ferdinand Ier du Saint-Empire accorde le droit de marché à Schwabmünchen qui fait alors partie des domaines du prince-évêque d'Augsbourg.
La ville rejoint le royaume de Bavière en 1806 et sera le chef-lieu d'un arrondissement de 1862 à 1972.
Le 4 mars 1945, Schabmünchen est la cible d'un bombardement qui cause la mort de 60 habitants et détruit le quart des habitations. Après la Seconde Guerre mondiale, la ville se développe très rapidement avec l'installation de réfugiés expulsés de Bohême. Le statut officiel de ville lui est accordé en 1953.
Après la disparition de son arrondissement, Schwabmünchen rejoint le nouvel arrondissement d'Augsbourg. En 1978, les communes de Birkach, Klimmach, Mittelstetten et Shwabegg sont incorporées à son territoire.

## Démographie
Ville de Schwabmünchen seule :
| 1910  | 1925  | 1933  | 1939  |
| ----- | ----- | ----- | ----- |
| 3 761 | 3 762 | 3 788 | 4 212 |

Ville de Schwabmünchen dans ses limites actuelles :
| 1840  | 1871  | 1900  | 1910  | 1925  | 1933  | 1939  | 1950  | 1961  |
| ----- | ----- | ----- | ----- | ----- | ----- | ----- | ----- | ----- |
| 3 438 | 3 747 | 4 751 | 5 092 | 5 085 | 5 094 | 5 493 | 8 288 | 8 688 |

| 1970  | 1987   | 2000   | 2005   | 2009   | - | - | - | - |
| ----- | ------ | ------ | ------ | ------ | - | - | - | - |
| 9 200 | 10 433 | 12 704 | 13 195 | 13 253 | - | - | - | - |

## Monuments

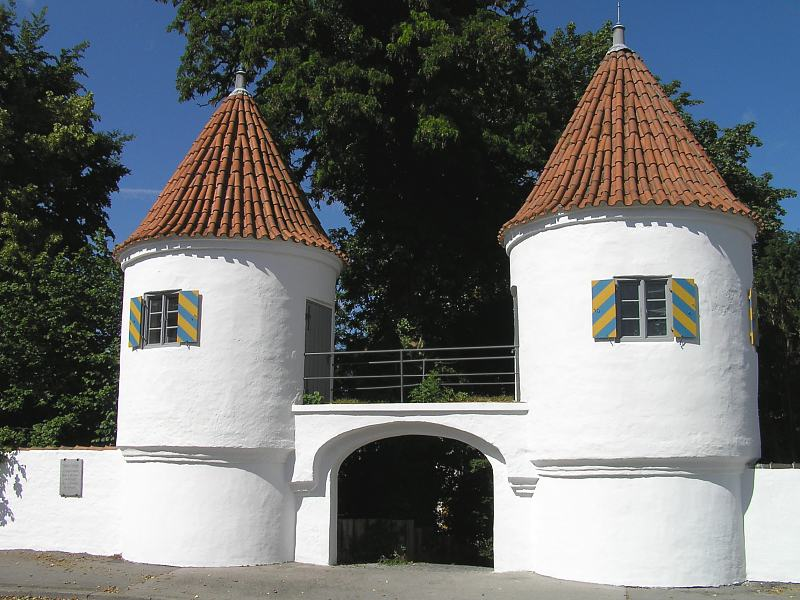
Les Hexentürmchen

Un des monuments les plus emblématiques de la ville sont les Hexentürmchen (tourelles des sorcières), portes de l'Hôtel de Ville datant du XVIe siècle.

## Jumelage
La ville de Schwabmünchen est jumelée depuis 1975 avec :
- Giromagny (France) dans le Territoire de Belfort en Franche-Comté.